# 韦尔格斯海姆
韦尔格斯海姆是德国莱茵兰-普法尔茨州的一个市镇。总面积2.03平方公里，总人口601人，其中男性306人，女性295人（2011年12月31日），人口密度296人/平方公里。